# Ssŭlssŭlhago čchanranhansin – Tokkäbi
Ssŭlssŭlhago čchanranhansin – Tokkäbi (v korejském originále 쓸쓸하고 찬란하神 – 도깨비; anglicky Guardian: The Lonely and Great God) je jihokorejský šestnáctidílný televizní seriál z roku 2016, v němž hrají Kong Ju, Kim Ko-un, I Dong-uk, Ju In-na a Juk Song-dže. Vysílal se na stanici tvN od 2. prosince 2016 do 21. ledna 2017 každý pátek a sobotu ve 20.00.

## Obsazení
| Kong Ju      | Kim Sin/Goblin |
| Kim Ko-un    | Či Un-tak      |
| I Tong-uk    | Wang Ju        |
| Ju In-na     | Sunny/Kim Sun  |
| Juk Song-dže | Ju Dok-hwa     |